# Atarba spinituber
Atarba spinituber är en tvåvingeart som beskrevs av Alexander 1950. Atarba spinituber ingår i släktet Atarba och familjen småharkrankar.
Artens utbredningsområde är Venezuela. Inga underarter finns listade i Catalogue of Life.